# خاندوبا
خاندوبا (بالإنجليزية: Khandoba)‏، هو إله هندوسي يعبد كمظهر من مظاهر شيفا بشكل رئيسي في هضبة الدكن في الهند، وخاصة في ولاية ماهاراشترا. إنه أشهر سلف من الآلهة في ولاية ماهاراشترا. زوجته هي الإلهة مهالسا، أحد مظاهر بارفاتي.